# Křenek (Kelet-prágai járás)
Křenek település Csehországban, a Kelet-prágai járásban. Křenek Ovčáry, Dřísy, Borek, Záryby, Lhota és Kostelec nad Labem településekkel határos. Lakosainak száma 324 fő (2024. január 1.).

## Népesség
A település lakosságának változását az alábbi diagram mutatja:
| Lakosok száma | 338  | 326  | 393  | 323  | 254  | 241  | 254  | 276  | 306  | 324  |
|               | 1869 | 1900 | 1921 | 1961 | 1980 | 2011 | 2016 | 2019 | 2021 | 2024 |